# Rudolf Petersen
Rudolf Petersen (Hamburg, 30 december 1878 - Wentorf bei Hamburg, 10 september 1962), was een Duits politicus die van 1945 tot 1946 eerste burgemeester (Erste Bürgermeister) van Hamburg is geweest.

## Biografie

### Achtergrond en carrière
Rudolf Petersen stamde uit een oude patriciërsfamilie (Großbürgerfamilie) uit Hamburg. Hij was de broer van eerste burgemeester van Hamburg Carl Petersen (1868-1933) en kleinzoon van eerste burgemeester van Hamburg Carl Friedrich Petersen (1809-1892).
Rudolf Petersen richtte in 1911 de overzeese handelsfirma R. Petersen & Co. op die in 1972 fuseerde met de firma Münchmeyer & Co. tot MPC Münchmeyer Petersen & Co., thans onderdeel van MPC Capital MG. Petersen was voorzitter van de Exportvereniging Hamburg en het Verband van Groot- en Overzeese Handel. Tot 1933 was hij ook voorzitter van het Verband van Duitse Exporteurs.

### Eerste burgemeester van Hamburg
Rudolf Petersen werd op 15 mei 1945 door de Britse bezetter benoemd tot eerste burgemeester (Erste Bürgermeister) en voorzitter van de Senaat (Präsident des Senats) van de Vrije en Hanzestad Hamburg. Hij werd daarmee de eerste naoorlogse regeringsleider van de stadstaat. Later dat jaar werd Petersen lid van de Christlich-Demokratische Union (Christendemocratische Unie). Naast regeringsleider van een brede voorlopige regering was hij voorzitter van diverse senaatscommissies.
Na de verkiezingszege van de Sozialdemokratische Partei Deutschlands (Sociaaldemocratische Partij van Duitsland) in oktober 1946 werd hij als eerste burgemeester en senaatsvoorzitter vervangen door Max Brauer (SPD).
Nadien was Petersen oprichter van het Deutsche Hilfgemeinschaft für Not Geratene (hulporganisatie voor behoeftigden). Met Adolph Schönfelder (SPD) richtte hij een democratische administratie op.
Rudolf Petersen overleed op 83-jarige leeftijd, op 10 september 1962 te Wentorf bei Hamburg.

## Trivia
- Zijn kleinzoon, Mathias Petersen (°1955), was landsvoorzitter van de SPD-Hamburg